# تيري روزين
تيري روزين (بالإنجليزية: Terry Rosen)‏ هو عازف جاز وملحن أمريكي، ولد في 1 مايو 1941 في أتلانتا في الولايات المتحدة، وتوفي في 30 ديسمبر 1999 في كولومبيا في الولايات المتحدة.

## وصلات خارجية
- تيري روزين على موقع ميوزك برينز (الإنجليزية)
- تيري روزين على موقع ديسكوغز (الإنجليزية)